# Barreira (Mêda)
Barreira is een plaats (freguesia) in de Portugese gemeente Mêda en telt 246 inwoners (2001).